# Странка Финаца
Странка Финаца (фин. Perussuomalaiset; швед. Sannfinländarna, PS) позната и као Истински Финци је националистичка, десничарска популистичка политичка партија у Финској, основана године 1995. након распуштања Финске руралне странке. Њен вођа је Тимо Соини.
Године 2011. је на парламентарним изборима освојила 19% гласова поставши трећа странка по снази и по први пут угрозивши примат три дотада етаблиране странке.
Идеологија комбинује левичарску економску политику са инсистирањем на конзервативним друштвеним вредностима, а њени челници је сами описују као "националну популистичку странку". Карактерише је и евроскептицизам, односно противљење чланству Финске у ЕУ, као и евентуалном уласку у НАТО.